# Vitis aestivalis
Vitis aestivalis (Engels: summer grape) is een plantensoort uit de wijnstokfamilie (Vitaceae). De plant is inheems in het oosten van Noord-Amerika
... · 
V. aestivalis · 
V. amurensis (Amoerdruif) · 
V. berlandieri · 
V. labrusca · 
V. rupestris · 
V. vinifera (Wijnstok) · 
...